# Kolina
Kolina, expressió derivada de Corriente para la Liberación Nacional (en català, Corrent per l'Alliberació Nacional), és un partit polític de l'Argentina d'ideologia kirchnerista, fundat en 2010.
El partit va participar en les eleccions presidencials de 2011 dins del Front per a la Victòria, que va resultar guanyador amb la candidatura de Cristina Fernández de Kirchner. La presidenta del partit és Alicia Kirchner.
Actualment i des de les eleccions de 2019, forma part de la coalició peronista Frente de Todos, la qual governa el país amb Alberto Fernández.